# هانک کوروین
هانک کوروین (انگلیسی: Hank Corwin) یک تدوین‌گر اهل ایالات متحده آمریکا است.

## فیلم‌شناسی
| سال  | فیلم                         |
| ---- | ---------------------------- |
| ۲۰۲۱ | بالا رو نگاه نکن(درحال ساخت) |
| ۲۰۱۸ | معاون (فیلم)                 |
| ۲۰۱۵ | رکود بزرگ                    |
| ۲۰۱۳ | Making a Scene               |
| ۲۰۱۳ | Jimi: All Is by My Side      |
| ۲۰۱۱ | Luck                         |
| ۲۰۱۱ | درخت زندگی                   |
| ۲۰۰۹ | Undone                       |
| ۲۰۰۸ | چه اتفاقی افتاده؟            |
| ۲۰۰۵ | دنیای جدید                   |
| ۲۰۰۰ | افسانه بگر ونس               |
| ۱۹۹۹ | Snow Falling on Cedars       |
| ۱۹۹۸ | نجواگر اسب                   |
| ۱۹۹۷ | دور برگردان                  |
| ۱۹۹۵ | نیکسون                       |
| ۱۹۹۴ | قاتلین بالفطره               |
| ۱۹۸۱ | کانتری سخت                   |